# گسل سراسری زاگرس

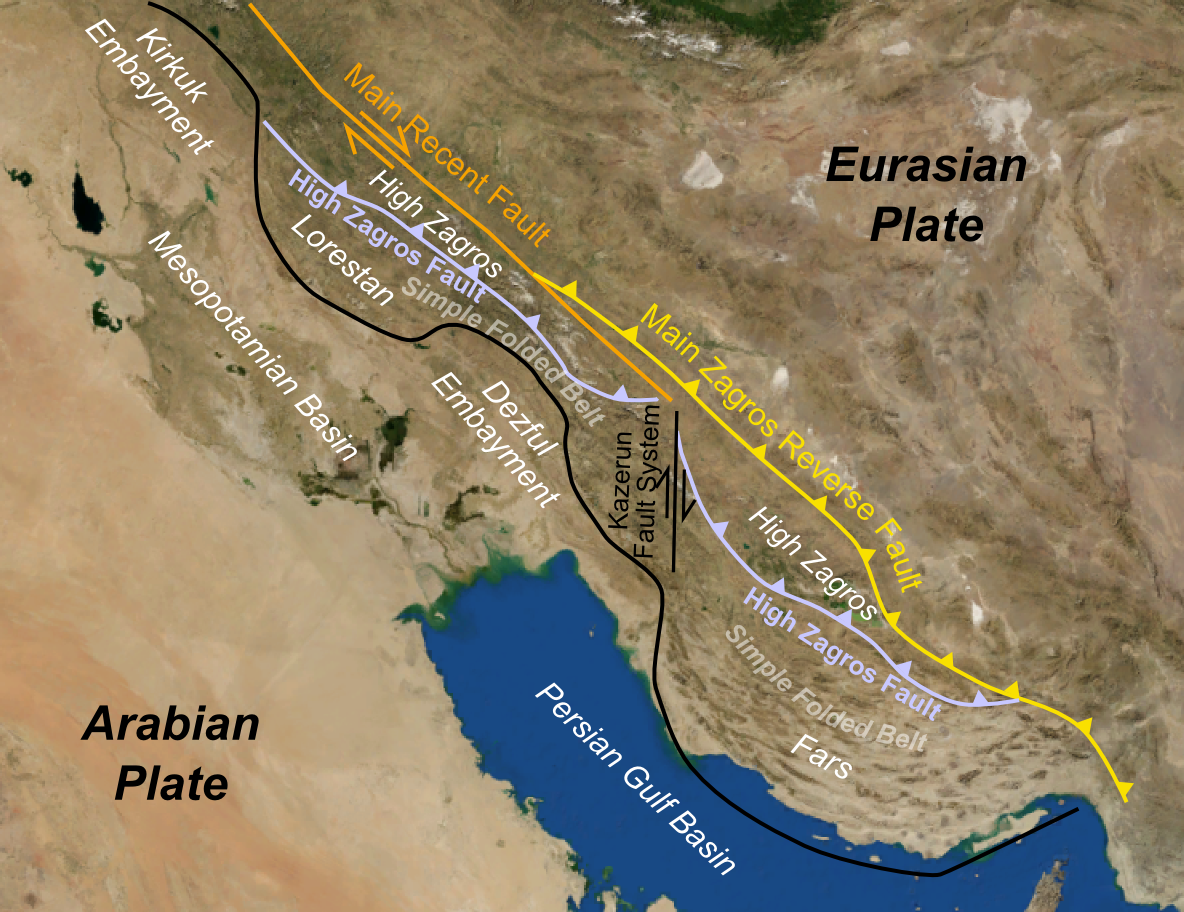
گسل‌های مهم کمربند چین‌خورده و رانده زاگرس گسل سراسری زاگرس • گسل جوان زاگرس (نارنجی) • راندگی اصلی زاگرس (زرد) گسل زاگرس بلند (آبی) گسل جبهه کوهستان (سیاه)

گسل سراسری زاگرس یکی از گسل‌های بنیادین ایران در کمربند چین‌خورده و رانده زاگرس است که با طول تقریبی ۱٬۵۷۵ کیلومتر از مرز شمال‌غربی ایران تا شمال تنگهٔ هرمز کشیده شده‌است. این گسل که راستای شمال‌غربی – جنوب‌شرقی، و سازوکار فشاری دارد، بر زمین‌درز میان پهنهٔ سنندج – سیرجان در شمال‌غربی و پهنه زاگرس در جنوب‌شرقی منطبق است. راندگی اصلی زاگرس ایران مرکزی را از ایران جنوب غربی جدا می‌کند. این روراندگی که از شمال بندرعباس در استان هرمزگان شروع می‌شود با امتداد در راستای جنوب شرقی به شمال غربی در سردشت و مریوان وارد عراق شده و سرانجام در کشور ترکیه پایان می‌یابد.
زمین‌شناسان گسل سراسری زاگرس را به دو بخش قسمت می‌کنند. بخش اول به طول ۱٬۳۲۵ کیلومتر، از مرز شمال‌غربی تا شرق حاجی‌آباد در استان هرمزگان کشیده شده و دارای راستای شمال‌غربی – جنوب‌شرقی (N130E) و شیب به سمت شمال‌شرقی است. بخش دوم گسل با درازایی در حدود ۲۵۰ کیلومتر و راستای شمال‌غربی – جنوب‌شرقی (N170E) از حاجی‌آباد به سمت جنوب ادامه می‌یابد و شیب آن به سمت شرق و شمال‌شرقی است. بخش دوم گسل سراسری زاگرس با نام‌های خط عمان، گسل زندان و گسل میناب نیز نامیده می‌شود.

## زیربخش‌ها
گسل سراسری زاگرس از نوع گسل‌های راندگی – فشاری است و نقش چشم‌گیری بر لرزه‌خیزی ایران دارد. مطالعات و بررسی‌ها نشان می‌دهد که ابرگسل زاگرس یک شکستگی تنها نیست، بلکه در واقع دو گسل به نام‌های راندگی اصلی زاگرس و گسل جوان زاگرس است که گاه با هم موازی بوده و گاه بر یکدیگر منطبق شده و گاهی نیز فاصلهٔ قابل ملاحظه‌ای از یکدیگر گرفته‌اند.
گسل سراسری زاگرس از چندین گسل فرعی تشکیل یافته‌است که بیشتر آن‌ها زیرمجموعه بخش جدیدتر گسل سراسری زاگرس (گسل جوان زاگرس) هستند.

### راندگی اصلی زاگرس
بر اساس مطالعه برو و ریکو (۱۹۷۱)، راندگی اصلی زاگرس بخش جنوب‌غربی گسل سراسری زاگرس به‌شمار می‌رود که قدمت بیشتری داشته و یک گسل معکوس کم‌شیب و مرز ایران مرکزی و زاگرس به‌شمار می‌آید. جابه‌جایی افقی این گسل حدود ۴۰ کیلومتر است. راندگی اصلی زاگرس با راستای شمال باختری-جنوب خاوری و سازوکار فشاری، بر زمین‌درز میان پهنهٔ سنندج–سیرجان در شمال خاوری و زاگرس بلند در جنوب باختری منطبق است. این گسل مرز شمالی پهنه زاگرس بلند یا زاگرس مرتفع به‌شمار می‌رود و این پهنه را از پهنه سنندج-سیرجان جدا می‌سازد.

### گسل جوان زاگرس
گسل جوان زاگرس یا گسل اصلی عهد حاضر، بخش جدید و فعال گسل سراسری زاگرس به‌شمار می‌آید که زاویه قائم دارد و راست‌گرد است. این روراندگی، در اصل مجموعه‌ای از چندین قطعه گسل کوچک‌تر در امتداد یکدیگر است. گسل اصلی عهد حاضر زاگرس یک زون باریک از چندین قطعه گسل است که به همراه گسل اصلی معکوس زاگرس، مرز شمال‌شرقی کمربند چین‌خورده و رانده زاگرس را تشکیل می‌دهند و این کمربند را از ایران مرکزی و پهنه سنندج – سیرجان جدا می‌کنند.

## لرزه‌خیزی
گسل زاگرس در اواخر پرکامبرین و در اثر کوه‌زایی کاتانگایی شکل گرفته و پس از آن در شکل‌گیری حوضه زاگرس و در تغییرات ساختاری و رخساره‌ای دو سمت خود، مؤثر و کنترل‌کننده بوده‌است. این گسل اثر چشم‌گیری در لرزه‌خیزی ایران دارد و در حال حاضر، به‌ویژه بخش شمال‌غربی آن یا گسل‌های منطبق بر این پهنه شکستگی، فعالیت جوان داشته و لرزه‌خیزی تاریخی و ثبت‌شده دارند. زمین‌لرزه‌های بزرگ زاگرس عمدتاً بر روی قطعات گوناگون گسل اصلی عهد حاضر روی داده‌اند. زمین‌لرزه‌های ۲۳ ژانویه ۱۹۰۹ سیلاخور با بزرگی ۷٫۴، بزرگ‌ترین زمین‌لرزه ثبت‌شده در زاگرس با ۴۵ کیلومتر گسیختگی سطحی است که بر اثر جنبش گسل دورود رخ داده‌است.
مهم‌ترین زمین‌لرزه‌های روی‌داده در گسل جوان زاگرس عبارتند از:
- زمین لرزه ۱۰۰۸ میلادی دینور
- زمین‌لرزه ۱۲۸۷ بروجرد: در دشت سیلاخور با بیش از ۴۰ کیلومتر گسلش سطحی
- زمین‌لرزه ۱۳۳۶ فارسینج
- زمین لرزه ۱۶ اوت ۱۹۵۸ میلادی نهاوند
- زمین لرزه ۲۴ مارس ۱۹۶۳ میلادی کارخانه
- زمین‌لرزه ۱۳۸۵ بروجرد و دورود